# Jonas Brothers (album)
Jonas Brothers er det andet album udgivet af bandet af samme navn, og Jonas Brothers første album udgivet efter de skrev kontrakt med Hollywood Records. Albummet blev udgivet 7. august, 2007. "Hold On" var albummets anden single, efterfulgt af "SOS" som den tredje og "When You Look Me in the Eyes" som den fjerde. Albummet var det første der blev udgivet med CDVU+-teknologi.

## Sange
1. SOS
  - Skrevet af Nick Jonas
2. Hold On
  - Skrevet af Jonas Brothers
3. Goodnight and Goodbye
  - Skrevet af Jonas Brothers
4. That’s Just the Way We Roll
  - Skrevet af Jonas Brothers, William McAuley
5. Hello Beautiful
  - Skrevet af Jonas Brothers
6. Still in Love with You
  - Skrevet af Jonas Brothers
7. Australia
  - Skrevet af Jonas Brothers
8. Games
  - Skrevet af Jonas Brothers, John Taylor, Greg (Garbo) Garbowsky
9. When You Look Me in the Eyes
  - Skrevet af Jonas Brothers, PJ Bianco, Raymond Boyd
10. Inseparable
  - Skrevet af Jonas Brothers, Joshua Miller
11. Just Friends
  - Skrevet af Jonas Brothers
12. Hollywood
  - Skrevet af Jonas Brothers, John Fields
13. Year 3000
  - Skrevet af Jomes Bourne, Mattie Jay, Charlie Simpson, Steven Robson
14. Kids of the Future
  - Skrevet af Marty Wilde, Ricky Wilde (Omskrivning af Kids in America)

### Bonus Sange
Wal-Mart Exclusive
1. Baby Bottle Pop tema

The Bonus Jonas Edition
1. Take a Breath
2. We Got the Party
  - Skrevet af Kara DioGuardi, Greg Wells (opført sammen med Hannah Montana)

UK udgave (Samme sange indtil sang 12)
1. Take a Breath
2. Out of This World

## Singler
”Year 3000”
Year 3000 var den første single fra Jonas Brothers. Oprindeligt var den med på gruppens debut album It’s About Time og er et cover af Busted sangen. Den blev udgivet 12.marts, 2007. Sangen toppede som #72 på den australske ARIA Singles Chart, og blev nummer #31 på den amerikanske hitliste Billboard Hot 100, og blev derved gruppens første single der opnåede hitliste placering, og deres første top-40 hit i USA.
”Hold On”
Hold On var den anden single fra Jonas Brothers og blev udgivet 22. maj, 2007. Den var med i Disney filmen Johnny Kapahala: Back on Board, og musik videoen blev udgivet for at promovere filmen. Den toppede som #53 i USA.
”SOS”
SOS var den tredje single fra Jonas Brothers og blev udgivet 3. august, 2007. Det var den mest succesrige single fra albummet, da den toppede som #47 i Australien, #49 i Canada, #26 i Tyskland, #14 i Irland, #21 i Italien, #13 i England og #19 i USA. Det var deres første single der kom på hitlisterne i Canada, Tyskland, Irland, Italien og England. Det var deres første top-20 hit i USA.
”When you Look Me in the Eyes”
When You Look Me in the Eyes var den fjerde og sidste single fra Jonas Brothers og blev udgivet 25. januar, 2008. Det var en genoptagelse af versionen der oprindeligt var med på Nicks solo album. Den markerede deres tredje hitliste position i Australien, deres anden i Canada og England og deres fjerde i USA, den blev også deres tredje top-40 sang.

## Bonus Jonas Edition DVD
Jonas Brothers: Bonus Jonas Edition inkluderer en DVD indeholdende følgende: 
- En fuld koncertoptagelse
  - Kids of the Future
  - Just Friends
  - SOS
  - Goodnight and Goodbye
  - Hello Beautiful
  - Australia
  - That’s Just the Way We Roll
  - Hollywood
  - Inseparable
  - Still in Love with You
  - Hold On
  - Year 3000

- Musikvideoer:
  - SOS
  - Hold On
  - Kids of the Future
  - Year 3000

## Medvirkende
- Nick Jonas – Vokal, guitar, klaver, trommer
- Joe Jonas – Vokal, perkussion, guitar, keyboard´
- Kevin Jonas – Guitar, kor
- John Taylor – Guitar
- Greg Garbowsky – Bas
- Jack Lawless – Trommer
- Ryan Liestman – Keyboard

## Udgivelseshistorie
| Region     | Dato             | Note                |
| ---------- | ---------------- | ------------------- |
| USA        | 7. august 2007   |                     |
| USA        | 30. oktober 2007 | Bonus Jonas Edition |
| Japan      | 5. december 2007 |                     |
| Mexico     | 4. februar 2008  |                     |
| Brasilien  | 12. februar 2008 |                     |
| Australien | 23. februar 2008 |                     |
| Europa     | 13. juni 2008    |                     |
| England    | 23. juni 2008    |                     |
| Sverige    | 25. juni 2008    |                     |

## Hitlister
| Hitliste (2007)                    | Toppende placering | Plade     | Solgte    |
| ---------------------------------- | ------------------ | --------- | --------- |
| Argentinsk Album Hitliste          | 1                  | Platin    | 64.100    |
| Australsk Album Hitliste           | 43                 |           |           |
| Østrigsk Album Hitliste            | 14                 |           |           |
| Belgisk (Flandern) Album Hitliste  |                    |           |           |
| Belgisk (Vallonien) Album Hitliste | 11                 |           |           |
| Billboard 200                      | 5                  | Platin    | 1.820.000 |
| Center America Album Hitliste      | 1                  | Guld      | 10.000    |
| Chilensk Album Hitliste            | 4                  | Guld      | 10.000    |
| Columbiansk Album Hitliste         | 5                  | Guld      | 15.000    |
| Dansk Album Hitliste               | 9                  |           |           |
| Hollandsk Album Hitliste           | 65                 |           |           |
| Finsk Album Hitliste               | 32                 |           |           |
| Fransk Album Hitliste              | 16                 |           |           |
| Græsk International Album Hitliste | 2                  | Guld      | 10.000    |
| Irsk Album Hitliste                | 14                 | Guld      | 7.500     |
| Italiensk Album Hitliste           | 10                 | Platin    | 70.000    |
| Mexicansk Album Hitliste           | 3                  | Platin    | 102.400   |
| New Zealandsk Album Hitliste       | 29                 |           |           |
| Norsk Album Hitliste               | 20                 |           |           |
| Polsk Album Hitliste               | 12                 | Guld      | +10.000   |
| Portugisisk Album Hitliste         | 13                 | Gúld      | 10.000    |
| Spansk Album Hitliste              | 5                  | Guld      | 40.000+   |
| Svensk Album Hitliste              | 16                 |           |           |
| Schweizisk Album hitliste          | 53                 |           |           |
| Engelsk Album Hitliste             | 9                  | Guld      | 260.000+  |
| Venezuelansk Album Top 40          | 1                  | Guld      | 10.000    |
| Verden                             | 11                 | 2× Platin | 2.618.000 |